# Abacetus rubidicollis
Abacetus rubidicollis là một loài bọ chân chạy thuộc phân họ Pterostichinae. Loài này được Wiedemann mô tả lần đầu năm 1823.